# Syllitus parryi
Syllitus parryi là một loài bọ cánh cứng trong họ Cerambycidae.